# فوتاری اچی
فوتاری اچی (به ژاپنی: ふたりエッチ Futari Etchi) یک سری مانگا ژاپنی که توسط کاتسو آکی نوشته و مصورسازی شده‌است. این مجموعه به‌وسیلهٔ انتشارات هاکوسنشا از سال ۱۹۹۷ در مجلهٔ یانگ انیمال در حال چاپ است. داستان مجموعه دربارهٔ یک زن و شوهر ۲۵ ساله و تازه ازدواج کرده است که هر دو آن‌ها هنگام ازدواج باکره بودند. داستان به دنبال ماجراجویی و اتفاقات ناگوار آن‌ها در تلاش برای یادگیری چگونگی داشتن یک رابطه جنسی سالم تحت تأثیر یکدیگر و با استفاده از تجربیات دیگران و رسانه‌ها است.
یک نسخه مشتق از این مانگا، با عنوان فوتاری اچی برای خانم‌ها (به ژاپنی: ふたりエッチ for Ladies) با تمرکز بر تمایلات جنسی زنان به تعداد ۲ جلد از دسامبر ۲۰۰۲ تا اکتبر ۲۰۰۴ در مجله سیلکی به چاپ رسید. همچنین بر اساس نسخه مانگا سه فیلم سینمایی به کارگردانی کازوهیرو یوکویاما ساخته شده که در سال‌های ۲۰۱۱ و ۲۰۱۲ پخش شد. یک اووی‌ای ۴ قسمتی نیز توسط استودیو کیاس پراجکت از ژوئیه ۲۰۰۲ تا ژانویه ۲۰۰۴ تهیه شده‌است.